# Non lo sapevo!
Non lo sapevo! (titolo originale: I Didn't Know That) è un programma televisivo di genere documentario britannico trasmesso in Italia da National Geographic Channel sul bouquet Sky Italia e da Cielo. Si tratta di una serie di documentari, condotti da Richard Ambrose e Jonny Philips che analizza molte caratteristiche sconosciute di cose, oggetti che di solito si utilizzano quotidianamente. Il programma conta 3 serie, composte da 31 puntate totali.

## Episodi

### 1ª serie
| Serie | Episodio | Argomenti trattati                                                                                              |
| ----- | -------- | --- |
| 1     | 1        | Colla, provare le sedie, banconote, schermo al plasma                                                           |
| 1     | 2        | Vetro: romperlo con acuto, test di rottura, vetri antiproiettili, test indumenti non incendiabili, scale mobili |
| 1     | 3        | Pavimentazione stradale, asfalto, prova scarponi, origini del telefono                                          |
| 1     | 4        | Batterie, profilattici, dentifricio, bustine di tè                                                              |
| 1     | 5        | Magneti, freni magnetici, elettromagnetismo, test porte, diamanti                                               |
| 1     | 6        | Pneumatici, pulizia WC, elmetti, graffette, bottiglie di plastica                                               |
| 1     | 7        | Acqua, tensione superficiale, test di scivolamento, cioccolato, pattinare sull'acqua                            |
| 1     | 8        | Acciaio, prove tessuti, tosaerba                                                                                |
| 1     | 9        | Vernice antigraffiti, verniciare ponti, test di asciugatura vernice, rivelatori di fumo, airbag                 |
| 1     | 10       | Plastica, tipografia stampa giornali, test sicurezza giocattoli, mattoni di argilla                             |

### 2ª serie
| Serie | Episodio | Argomenti trattati |
| ----- | -------- | --- |
| 2     | 1        | Supermercati, test carrello della spesa, test fuochi d'artificio, telecamera infrarossi, tiratore scelto                                          |
| 2     | 2        | Servizio postale, collaudo passeggini, aspirapolvere                                                                                              |
| 2     | 3        | Razzi, polvere nera, spinta dell'acqua, test motori moto, battere la macchina della verità                                                        |
| 2     | 4        | Metropolitana di Londra, test navigatore satellitare, aprire cassaforte con stetoscopio                                                           |
| 2     | 5        | Peperoncino piccante, mangiare su un incrociatore in guerra, velocità mangiare fagioli, acari, test esplosione serbatoi per spari                 |
| 2     | 6        | Vestiti tecnologici, scappare ai cani da caccia, montagne russe, tute mimetiche                                                                   |
| 2     | 7        | Fuoco, stuntman, ascensori, vincere a blackjack e roulette                                                                                        |
| 2     | 8        | Legno, archi, barche a vela, pilotare elicottero se pilotato programmi virtuali                                                                   |
| 2     | 9        | Elettricità, creare un fulmine, macchine operatrici, migliore isolante, record piegature di un foglio, costruire una barca, pannelli fotovoltaici |
| 2     | 10       | Dighe, collaudare maschera anti-polvere, sensori di movimento, trattori                                                                           |

### 3ª serie
| Serie | Episodio          | Argomenti trattati |
| ----- | ----------------- | --- |
| 3     | 1                 | Foto, stenoscopio, bodyjumping, aerei spia, ritocco fotografico, sparare con una colt, alberi di natale artificiali, congelare il movimento    |
| 3     | 2                 | Calcestruzzo, auto da rally, tosaerba, microfoni direzionali, bottoni, confronto bomba normale e a calcestruzzo                                |
| 3     | 3                 | Palloni, salvagenti, fibre ottiche, cancellare hard disk con magnete, produzione bambole                                                       |
| 3     | 4                 | Reggiseni, collaudo attrezzatura antisommossa, cerchi nel grano, biscotti con gocce di cioccolato                                              |
| 3     | 5                 | Fognature, sabbie mobili, ecc |
| 3     | 6                 | Strade inglesi, autovelox, crash test caschi moto, crema pasticcera esplosiva                                                                  |
| 3     | 7                 | Tunnel della Manica, antincendio negli aeroporti, effetto subliminale                                                                          |
| 3     | 8                 | Hovercraft, sensori per semafori, intercettazioni telefoniche                                                                                  |
| 3     | 9                 | Latte, verifica parchi giochi, rabdomante, occhi artificiali                                                                                   |
| 3     | 10                | ghiaccio, colle, boomerang, lecca lecca |
| 3     | Speciale ambiente | discariche, metano, gara auto ecologiche, riciclare cellulari, isolare una casetta in legno, risparmio energetico in casa, cinema a bicicletta |